# Raffaele Casnedi
Filippo Tobia Raffaele Casnedi (Dumenza, 26 settembre 1822 – Milano, 29 dicembre 1892) è stato un pittore italiano.

## Biografia
Filippo Tobia Raffaele Casnedi nacque a Runo di Dumenza da Pietro Casnedi e Angela "Angelina" Spaini, una famiglia appartenente alla nobiltà lombarda. Aveva tre sorelle e due fratelli, tra cui Palamede Casnedi, che sarà il primo fra gli ufficiali dei Bersaglieri a entrare in Roma dalla breccia di Porta Pia, il 20 settembre 1870.
Raffaele fin da bambino si dedicò al disegno ed alla pittura (che esercitava su qualsiasi superficie), anche in chiese e cimiteri; trasferitosi a Milano con la famiglia, che vi venne per gestire un albergo, invece di continuare l'attività familiare nel 1840 s'iscrisse all'Accademia di Brera, con disappunto dei genitori. Qui divenne allievo di Giuseppe Sogni per disegno e figura, e di Luigi Sabatelli per pittura; in quegli anni lavorò agli affreschi nelle chiese di San Pietro, a Novara, e di Sant'Antonio Abate, a Valmadrera, assieme ai suoi maestri Sogni e Sabatelli; nel 1846 dipinse Due muse, in un medaglione del ridotto del teatro di Mortara; da allievo braidense ottenne diversi premi. Concluse i suoi studi dieci anni dopo, nel 1850.
Nel 1851 vinse un concorso che offriva un "pensionato artistico", ossia un alloggio e occasioni di lavoro, a Roma; nella capitale divenne amico del collega Giovanni Costa, e trovò committenze e soggetti sia in loco che nella zona rurale della Sabina. Nel 1852 vinse il Premio Mylius per il suo affresco La scuola di Leonardo, precedentemente dipinto nel portico dell'Accademia di Brera. In Sabina, dipingendo tele e affreschi per chiese, per committenze private ma anche per sua stessa iniziativa, compose numerose opere: maestosi affreschi di profonda sensibilità religiosa, ma anche quadri di scene e soggetti rurali di un temperato verismo permeato di romanticismo, seppur di maniera; proprio questi ultimi vennero molto apprezzati da acquirenti italiani e stranieri. Fra i lavori romani si segnalano invece medaglioni quadrilobi raffiguranti santi domenicani nella Basilica di S. Maria sopra Minerva. Il pensionato ebbe termine nel 1855.
Rientrato a Milano, Casnedi presentò con successo e lodi alla Mostra di Belle Arti di Brera del 1855 un quadro ispirato a un poema di George Gordon Byron: Il prigioniero di Chillon; ciò parve preludere a nuove vie nella sua pittura, cosa che non avvenne; Casnedi in seguito proseguì una pittura tradizionalista.
Il 12 febbraio 1856 Casnedi entrò a far parte del corpo docente di Brera come professore aggiunto alla cattedra di disegno di figura, assieme ad Agostino Caironi. Il 20 ottobre dello stesso anno si sposò con la nobile milanese Clotilde Fanfani; sempre nello stesso anno aprì uno studio a Palazzo Crivelli, in via Pontaccio.
Dal 1856 al 1860 lavorò a Rho, nel Santuario della Beata Vergine Addolorata dei Padri Oblati Missionari, eseguendovi La maledizione del serpente; nel 1859 aveva nuovamente esposto a Brera il suo successo Il prigioniero di Chillon; attorno al 1860 effettuò degli affreschi nella Cappella Sommariva, presso Villa Carlotta, a Tremezzo, sul Lago di Como.
Nel 1860, e precisamente il 21 novembre, da professore aggiunto divenne professore ordinario di disegno, sempre presso l'Accademia di Brera, carica che manterrà fino all'anno della morte. Fra i suoi allievi più celebri si possono annoverare Pietro Bouvier, Francesco Didioni, Angelo Morbelli e Giovanni Sottocornola.
In questo nuovo periodo lombardo Casnedi si fece conoscere in particolar modo per i suoi affreschi; numerosi suoi lavori a tema religioso, rispecchianti un profondo e schietto sentimento personale, sono conservati in varie chiese di comuni lombardi (si ricordano Asso, Abbiategrasso, Inverigo, Inveruno, Marcallo, Montesiro, Olginate, Luino), piemontesi (Novara) e svizzeri italiani (Locarno, nella Collegiata di Sant'Antonio Abate).
Alla Mostra di Firenze del 1861 ritornò al temperato verismo, esponendo Contadine lombarde che lavano al lago (noto anche come Contadine lombarde che stanno lavando) e, memore del suo periodo laziale, Donne della campagna romana.
Nel biennio 1861-1863 assieme al collega Giuseppe Bertini, amico fin dal periodo studentesco braidense, dipinse il vecchio sipario del Teatro alla Scala; i due artisti-docenti vi rappresentarono le Fabulae atellanae.
Con l'Unità d'Italia, Casnedi si volse parzialmente verso la pittura storica. Nel 1864-1865 decorò la volta del Salone Reale dell'antica Stazione di Milano Centrale, con Allegorie delle Province italiane. Dallo stesso 1865 al 1867 affrescò la lunetta dell'America nell'ottagono della Galleria Vittorio Emanuele II di Milano, e la testata della medesima con l'Allegoria dell'Arte (opere poi deterioratesi e perciò tradotte in mosaici nel 1911-1912).
Negli anni '70 affrescò a più riprese la Chiesa dei SS. Pietro e Marcellino di Besana in Brianza, con le opere I dottori della Chiesa, del 1873, Gesù nell'orto di Getsemani ed Esaltazione della Croce, del 1874, Gesù spiega ai discepoli il precetto della carità, del 1875, e Ingresso in Gerusalemme, del 1877.
Nel 1881 ritornò ai suoi ricordi veristi, esponendo a Milano Erbajola romana.
Raffaele Casnedi morì a Milano il 29 dicembre 1892; le sue spoglie vennero tumulate nel Cimitero Monumentale di Milano.